# Tamati Williams
Tamati Andre Williams (Dunedin, 1984. január 19. –) új-zélandi válogatott labdarúgó, aki jelenleg az RKC Waalwijk játékosa.
Bekerült a 2016-os OFC-nemzetek kupáján és a 2017-es konföderációs kupán részt vevő keretbe.

## Statisztika
| Válogatott | Szezon   | Mérkőzés | Gól |
| ---------- | -------- | -------- | --- |
| Új-Zéland  | 2004     | 0        | 0   |
| Új-Zéland  | 2005     | 0        | 0   |
| Új-Zéland  | 2006     | 0        | 0   |
| Új-Zéland  | 2007     | 0        | 0   |
| Új-Zéland  | 2008     | 0        | 0   |
| Új-Zéland  | 2009     | 0        | 0   |
| Új-Zéland  | 2010     | 0        | 0   |
| Új-Zéland  | 2011     | 0        | 0   |
| Új-Zéland  | 2012     | 0        | 0   |
| Új-Zéland  | 2013     | 0        | 0   |
| Új-Zéland  | 2014     | 1        | 0   |
| Új-Zéland  | 2015     | 0        | 0   |
| Új-Zéland  | 2016     | 0        | 0   |
| Új-Zéland  | 2017     | 0        | 0   |
| Összesen   | Összesen | 1        | 0   |

## Sikerei, díjai

### Klub
- Auckland City
  - Új-zélandi bajnok – Alapszakasz: 2011–12, 2013–14, 2014–15
  - Új-zélandi bajnok – Rájátszás: 2014, 2015
  - OFC-bajnokok ligája: 2011–12, 2012–13, 2013–14, 2014–15
  - ASB Charity Cup: 2011–12, 2013–14

### Válogatott
- Új-Zéland
  - OFC-nemzetek kupája: 2016